# Garcia I de Leon
Garcia I  (n. 870 d.Hr. – d. 19 martie 914 d.Hr., Zamora⁠(d), Castilia și León, Spania) a fost regele Leonului din 910 până la moartea sa și a fost cel mai mare dintre cei trei fii ai lui Alfonso al III-lea de Austria și a Jimenei.
Garcia a luat parte la conducerea treburilor publice, alături de tatăl său, până în 909. În acel an, el a fost implicat într-o conspirație și a fost descoperit. Alfonso a renunțat la tron și a divizat tărâmul între cei trei fii ai săi. Leonul a fost preluat de Garcia, Galicia de Ordono și Austria de Fruela. 
Domnia lui Garcia a fortificat regiunea Duero și a repopulat Roa, Osma, Clunia și San Esteban de Gormaz. În această perioadă, Contele Castiliei, Gonzalo Fernandez, a dobândit o influență mare prin aceste eforturi. La moartea sa din Zamora, el nu a avut moștenitori și împărăția a fost preluată la fratele său, Ordono.